# Gihon
Gihon oder Gichon ist der Name eines Stromes, welcher in der Bibel in 1. Mose 2,13  erwähnt wird.

„Ein Strom entspringt in Eden, der den Garten bewässert; dort teilt er sich und wird zu vier Hauptflüssen. Der eine heißt Pischon; er ist es, der das ganze Land Hawila umfließt, wo es Gold gibt. Das Gold jenes Landes ist gut; dort gibt es auch Bdelliumharz und Karneolsteine. Der zweite Strom heißt Gihon; er ist es, der das ganze Land Kusch umfließt. Der dritte Strom heißt Tigris; er ist es, der östlich an Assur vorbeifließt. Der vierte Strom ist der Euphrat. Gott, der Herr, nahm also den Menschen und setzte ihn in den Garten von Eden, damit er ihn bebaue und hüte.“

Nach Meyers Lexikon ist Gihon: „1. Mos. 2, 13 einer der vier Ströme des Paradieses, bei orientalischen Schriftstellern der Fluss Amu (Oxus), nach andern der Nil; auch Quelle und Thal bei Jerusalem, vielleicht der heutigen Marienquelle entsprechend.“
Auch andere Flüsse und Regionen, z. B. aus der Ost-Türkei wurden vermutet. Der englische Ägyptologe David Rohl identifizierte nach einer Studie der Genesis in ihrem hebräischen Urtext den türkischen Fluss Aras als den Gihon. Rohl meint, dass im ersten Buch Mose im zweiten Kapitel nicht von vier Hauptarmen die Rede ist, sondern davon, dass er sich vier Quellen teilt, demnach das Quellgebiet gemeint ist.
Eine Quelle in Jerusalem trägt ebenfalls den Namen Gihon. Ob der Wasserlauf, der aus der Gihonquelle entspringt, identisch mit dem biblischen Gihon ist, oder ob nur ein überlieferter Name hier wieder verwendet wurde, ist unklar. Das Wasser der Gihonquelle fließt durch einen Tunnel zum Teich von Siloah, der sich am südlichen Ende der Davidsstadt befindet.